# José Antonio Barrenechea Dorrego
José Antonio Barrenechea Dorrego (Buenos Aires, 8 de junio de 1794-Lima, 20 de mayo de 1870) fue un militar argentino naturalizado peruano. Se alistó en la Expedición Libertadora del Perú de José de San Martín, y se adelantó al desembarco en Paracas, por lo que es conocido como el «primer soldado argentino en el Perú». Participó en la fase final de la independencia del Perú (1820-1826). Como comandante de artillería luchó en las batallas de Junín y Ayacucho, y en el segundo sitio del Callao. Finalizada la guerra de la independencia, permaneció en el Perú y actuó en la guerra contra la Gran Colombia. Iniciada la República del Perú, se mostró siempre leal al orden constitucional. Apoyó al presidente Luis José de Orbegoso durante la guerra civil de 1834. Y durante la Confederación Perú-Boliviana, mantuvo su lealtad a dicho mandatario, hasta la batalla de Portada de Guías de 1838. Desterrado y borrado del escalafón por los restauradores, no quiso acogerse a la rehabilitación dada posteriormente y permaneció retirado. Ello no le impidió brindar sus servicios en el combate del Callao del 2 de mayo de 1866. 

## Biografía
Hijo de Domingo Barrenechea y Churruca, y María de las Nieves Dorrego y Salas (hermana de Manuel Dorrego).
En 1813 se enroló en la Guardia Nacional como subteniente y no tardó en ser destinado a la escuadra del almirante Guillermo Brown. Con el Crucero Brown llegó hasta el Callao, donde participó en el abordaje de una nave española y en el bloqueo de dicho puerto. Y al llegar al golfo de Guayaquil, se le encomendó una misión de propaganda. Estando en tal cometido, fue tomado prisionero y remitido a Chile. Pero en plena travesía sublevó a la tripulación y pudo así retornar a Buenos Aires.
En 1817 fue ascendido a teniente y destinado al Ejército de los Andes. Luchó en la campaña por la independencia de Chile. Luego se incorporó a la Expedición Libertadora del Perú. En julio de 1820 fue enviado al Perú en una misión de propaganda, a bordo de una goleta británica y junto con Francisco de Vidal (conocido como el «primer soldado del Perú») y un grupo de voluntarios. A bordo de una lancha iniciaron todos el desembarco cerca de Huarmey, pero la embarcación naufragó y murieron sus ocupantes, excepto Barrenechea, Vidal, el piloto inglés y tres marineros, que quedaron extenuados sobre la arena de la playa (10 de agosto de 1820).  Se hallaban tan maltrechos a tal punto que acordaron que Vidal se dirigiera a Pativilca en busca de bestias de carga. Pero Barrenechea y los que quedaron con él en Huarmey terminaron siendo apresados y recluidos en las casamatas de la fortaleza del Real Felipe. Allí simuló estar enfermo y logró su traslado al Hospital de Bellavista, de donde escapó.
Permaneció escondido en Lima, hasta que con la ayuda de Manuel Pérez de Tudela, logró trasladarse al cuartel de los patriotas en Huaura. Fue ascendido a capitán e ingresó a Lima con el Ejército Libertador, el 6 de julio de 1821. Participó en el primer sitio del Callao y en la Primera Campaña de Intermedios. Ya era sargento mayor graduado cuando se le encargó la Comandancia General del parque de artillería y su maestranza. Luchó en las batallas de Junín y Ayacucho, y participó en el segundo sitio del Callao.
Finalizada la guerra de la independencia, permaneció en el Perú y se le concedió su ascenso a sargento mayor efectivo (1827). Participó en la guerra contra la Gran Colombia; luchó en la batalla de Tarqui y en la defensa de Guayaquil (1829).
Consolidada la República peruana, fue nombrado comandante general de artillería, arma de la que es considerado como su  fundador en el Perú. Cuando estalló en 1834 la revolución del general Pedro Pablo Bermúdez se mantuvo leal a gobierno del general Luis José de Orbegoso, a quien acompañó cuando se refugió en la fortaleza del Callao. Finalizada la guerra civil, fue ascendido a coronel. Sirvió como edecán del presidente Orbegoso y del vicepresidente Manuel Salazar y Baquíjano.
Ocurrida la rebelión del general Felipe Santiago Salaverry en 1835, siguió siendo leal al presidente Orbegoso, a quien sirvió hasta la batalla de Portada de Guías (1838). Sufrió entonces la represalia de los restauradores. Fue borrado del escalafón militar y desterrado a Guayaquil. Regresó posteriormente al Perú, pero pese a que se le ofreció el retorno a la actividad militar, decidió permanecer en el retiro. Ello no fue obstáculo para que brindara su servicio durante el combate del Callao o del Dos de mayo, librado contra la Escuadra Española (1866).

## Descendencia
Casado con Carmen Morales y García de la Plata (nieta de un oidor español), fue padre de José Antonio Barrenechea y Morales, jurista y político, que llegó a ser Canciller del Perú en el primer gobierno de Mariano Ignacio Prado. Entre sus descendientes se cuentan José Gálvez Barrenechea y Raúl Porras Barrenechea.